# Малый морской дракон
Малый морской дракон, или малый морской дракончик, или малый морской скорпион (лат. Echiichthys vipera), — вид хищных лучепёрых рыб семейства драконовых (Trachinidae). Единственный представитель рода Echiichthys. Распространены в восточной части Атлантического океана, включая Средиземное море. Максимальная длина тела 15 см.

## Описание
Тело удлинённое, сжато с боков; высота тела превышает ⅕ длины тела. Тело покрыто мелкой циклоидной чешуёй; грудь без чешуи. Голова небольшая, рыло короткое. Глаза маленькие, их диаметр укладывается 4—5 раз в длину головы; расположены почти на верхнем профиле головы. Рот большой, косой, не выдвижной. Окончание верхней челюсти заходит за вертикаль, проходящую через задний край глаза. Мелкие зубы на обеих челюстях расположены полосками, есть зубы на сошнике и нёбе. На нижней части первой жаберной дуги 12—13 жаберных тычинок. Сильная колючка расположена на жаберной крышке. Шипы на предглазничной области и предкрышке отсутствуют. Первый спинной плавник короткий, с 5—8 жёсткими лучами. В длинном втором спинном плавнике 21—24 разветвлённых мягких лучей. В анальном плавнике один колючий и 24—26 мягких лучей. Хвостовой плавник усечённый. В боковой линии примерно 60 чешуек.
Верхняя сторона тела желтоватая или коричневатая, нижняя часть — белого цвета. По телу разбросаны многочисленные тёмные точки, ориентированные по направлению рядов чешуи. Первый спинной плавник почти полностью чёрный. Задний край хвостового плавника чёрный.
Максимальная длина тела 15 см, обычно до 10 см.

## Биология
Морские донные рыбы. Обитают в прибрежных водах над песчаными и илистыми грунтами на глубине от нескольких метров до 150 м. Часто зарываются в грунт, и на поверхности остаются видны только глаза и чёрный спинной плавник. Питаются ракообразными и мелкими рыбами. Первый колючий луч спинного плавника и шип на жаберной крышке с продольными бороздками, в основании которых расположены ядовитые железы. Яд не смертелен для человека, однако укол этими шипами вызывает сильную боль. Данный вид считается одним из самых опасных для человека в водах Европы из-за ядовитости и частоты встречаемости на мелководье.

## Ареал
Распространены в тропических и тёплых умеренных водах восточной части Атлантического океана от Северного моря до Марокко, включая острова Мадейра и Канарские острова; а также в Средиземном море.